# Pjotr Nikolajewitsch Krasnow

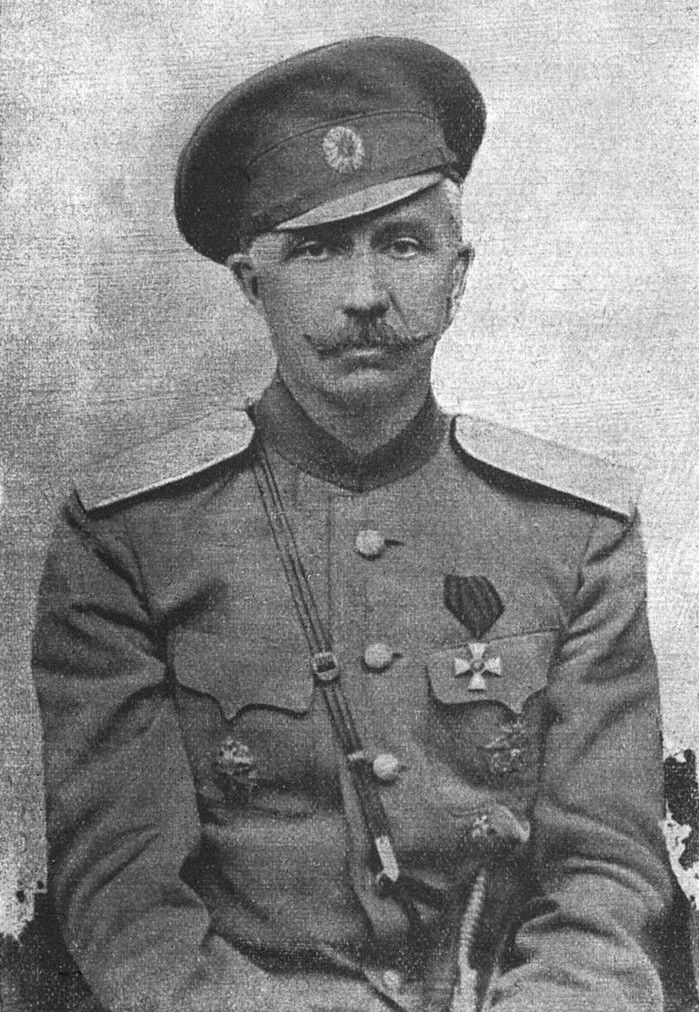
General Krasnow

Pjotr Nikolajewitsch Krasnow (russisch Пётр Николаевич Краснов, wiss. Transliteration Pëtr Nikolaevič Krasnov; * 10. Septemberjul. / 22. September 1869greg. in Sankt Petersburg; † (erschossen) 16. Januar 1947 in Moskau) war ein General der zaristischen Armee, eine Führungsfigur der gegenrevolutionären Bewegung im Russischen Bürgerkrieg, sowie Schriftsteller.

## Leben
Krasnow schloss 1888 die Kadettenschule in Pawlowsk ab und diente nach seinem Abschluss im „Ataman-Regiment“ der Leibgarde des Zaren.
Zu Beginn des Ersten Weltkriegs kommandierte er als Generalmajor in Galizien eine Kosaken-Kavalleriebrigade. Ab Juli 1915 übernahm er das Kommando über die 3. Don-Kosaken-Division, ab September 1915 führte er die 2. Kuban-Kosaken-Division. Ende Mai 1916 wurde er bei Wolka Galuzinskoy am Bein schwer verwundet. Ab Juni 1917 führte er die 1. Kuban-Kosaken-Division, von August bis Oktober 1917 war er Korpskommandeur des 3. Kavalleriekorps. Ende 1917 wurde Krasnow im Zuge des von General Lawr Kornilow initiierten Putschversuches gegen die provisorische Regierung unter Alexander Kerenski in der Stadt Pskow festgenommen, jedoch bald wieder freigelassen.
Während der Oktoberrevolution der Bolschewiki erhielt er vom damaligen Regierungschef Kerenski den Auftrag, die Revolte in der Hauptstadt Petrograd zu unterdrücken. Krasnow scheiterte allerdings mit einer improvisierten Kosakeneinheit an bewaffneten Arbeitern und ehemaligen Frontsoldaten, die für die Sache der Kommunisten gewonnen worden waren. Er wurde von den Sowjets gefangen genommen, allerdings auf ein Ehrenwort freigelassen, die Revolution nicht mehr weiter zu bekämpfen.
Krasnow floh daraufhin in die Kosakenregion am Don und wurde im Mai 1918 unter dem Titel Ataman zum Anführer der dortigen Kosaken gewählt. Er bemühte sich, mit Hilfe der deutschen Besatzungsmacht eine Armee aus Kosaken zu formieren, um im nun entbrannten Bürgerkrieg weiterhin gegen das bolschewistische Regime vorzugehen. Krasnows Truppen belagerten 1918 Zarizyn, allerdings blieb diese Operation erfolglos. In einer Abnutzungskampagne wurde seine Kosakenarmee von 30.000 Mann bis zum Frühjahr 1919 von der Roten Armee aufgerieben. Angesichts der militärischen Niederlage musste er im Februar 1919 als Ataman zurücktreten und überließ den Oberbefehl General Denikin, der seine Freiwilligenarmee zuvor siegreich im Nordkaukasus ins Feld geführt hatte.

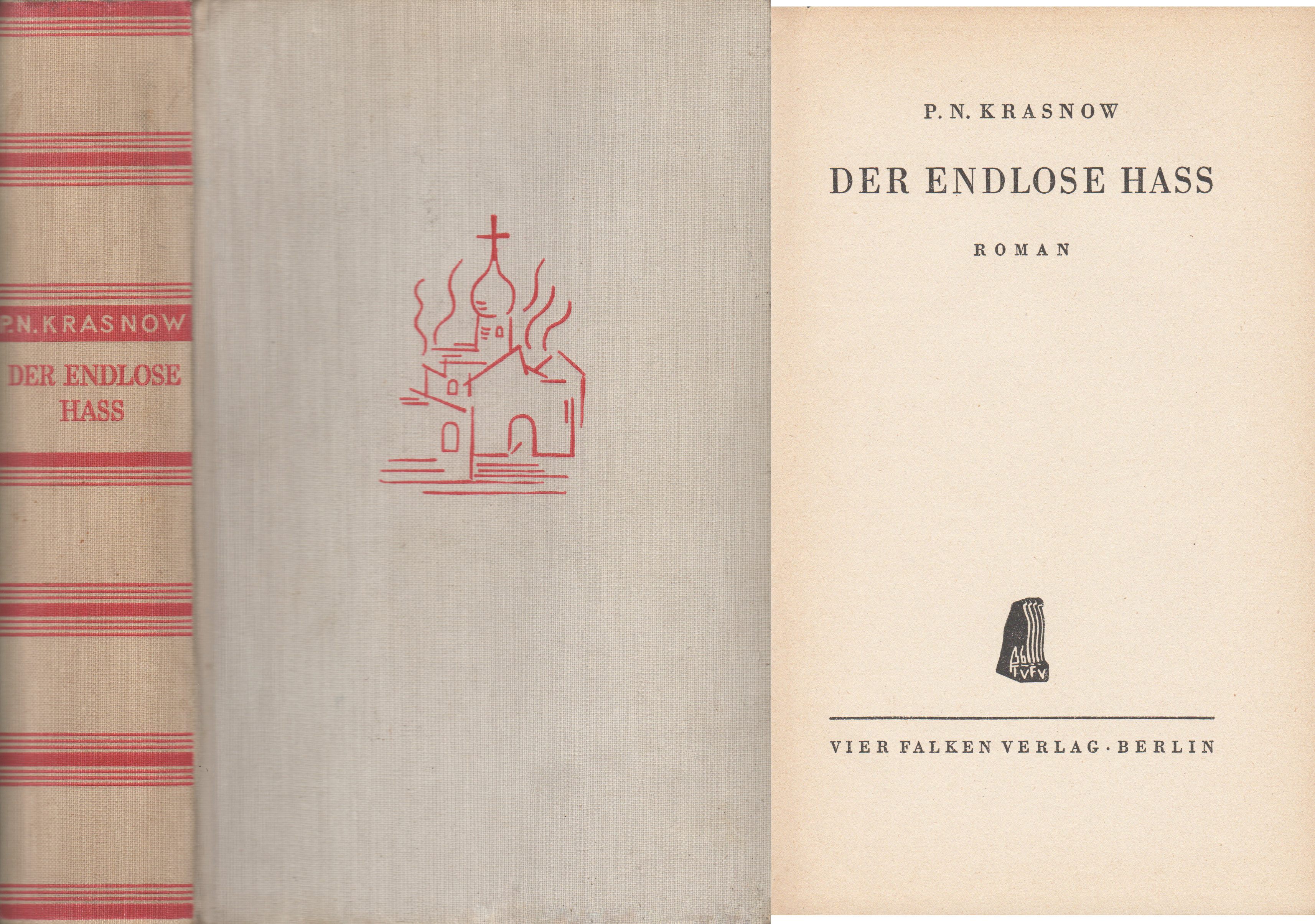
Der endlose Hass (Erstausgabe 1938)

Angesichts seiner politischen Differenzen mit Denikin und da er durch seine Annäherung an die Deutschen außenpolitisch zum Ballast wurde, emigrierte er noch im selben Monat nach Deutschland. Dort setzte er seine antikommunistische Tätigkeit fort und war einer der Gründer der „Bruderschaft der russischen Wahrheit“. Diese Organisation plante ein Untergrundnetzwerk in Sowjetrussland aufzubauen, blieb jedoch erfolglos. Auch mehrere, meist pro-zaristische und antikommunistische Romane über den Bürgerkrieg stammen aus seiner Feder. Die beiden bekanntesten waren Der endlose Hass sowie Vom Zarenadler zur Roten Fahne.
Während des Zweiten Weltkriegs stellte Krasnow sich auf die Seite des nationalsozialistischen Deutschlands. Er war in der Redaktion der russischsprachigen und antisowjetischen Zeitung „Fürs Vaterland“ tätig und stellte sich beim Aufbau von Kosakeneinheiten aus Einheimischen, Kriegsgefangenen und russischen Emigranten zur Verfügung. Sein militärischer Beitrag war allerdings aufgrund seines hohen Alters gering, er diente eher als Integrationsfigur dieser Bewegung. Politische Initiative wurde ihm ebenso von den Deutschen nicht erlaubt. Er weigerte sich allerdings 1944, der unter dem General Wlassow hastig aufgestellten Russischen Befreiungsarmee beizutreten, die ebenso wie seine Einheiten unter der politischen Knute der Nazis standen. Zum Kriegsende ergab sich Krasnow mit den Überresten seiner Kosakentruppen in Österreich der britischen Armee. Ihnen wurde von Seiten der Alliierten zugesichert, dass sie als Emigranten nicht an die Sowjetunion ausgeliefert werden würden.
Im Mai 1945 wurden die Kosaken, insgesamt ca. 50.000 Mann mit 11.000 Frauen und Kindern bei Lienz an die Rote Armee ausgeliefert und zwangsrepatriiert. Krasnow wurde zusammen mit anderen Kosakengenerälen (u. a. Andrei Grigorjewitsch Schkuro), die ebenfalls mit den Deutschen kollaboriert hatten, sowie mit Helmuth von Pannwitz, der sich als Deutscher freiwillig entschied, das Los „seiner Kosaken“ bis zum bitteren Ende mitzuteilen, in Moskau durch den Militärrat des Höchsten Gerichts der UdSSR zum Tod durch Hängen verurteilt. Das Urteil gegen den 77-jährigen Krasnow wurde am 16. Januar 1947 vollstreckt. Er starb durch ein Erschießungskommando.

## Literarisches Werk
- 1918: Der Achtzigste.
- 1920: Fallende Blätter [Fortsetzung: Verstehen heisst Vergeben].
- 1920: Der weiße Kittel.
- 1922: Vom Zarenadler zur Roten Fahne.
- 1923: Jenseits der Disteln.
- 1923: Verstehen heißt vergeben [Fortsetzung von Fallende Blätter].
- 1924: Die Amazone der Wildnis. An der Stufe zum Throne Gottes.
- 1925: Einig – unteilbar.
- 1926: In der Mandschurischen Einöde.
- 1928: Eroica. Roman aus der Zeit der Napoleonischen Kriege.
- 1928: Kostja der Kosak.
- 1930: Largo.
- 1933: Die Zesarewna.
- 1935: Das Reich in Fesseln.
- 1937: Katharina die Große.
- 1938: Der endlose Hass.
- 1938: Die Zaren-Mörder.
- 1939: Nach Hause. Ein Don-Kosaken-Roman.
- 1939: Russischer Soldaten-Geist.

## Literarische Verarbeitung
Claudio Magris, Mutmaßungen über einen Säbel, Hanser Verlag München, 1986.
ISBN 3-446-14518-4